# Brenthis acrita
Brenthis acrita är en fjärilsart som beskrevs av Hans Fruhstorfer 1907. Brenthis acrita ingår i släktet Brenthis och familjen praktfjärilar. Inga underarter finns listade i Catalogue of Life.